# Domaine de Hikone

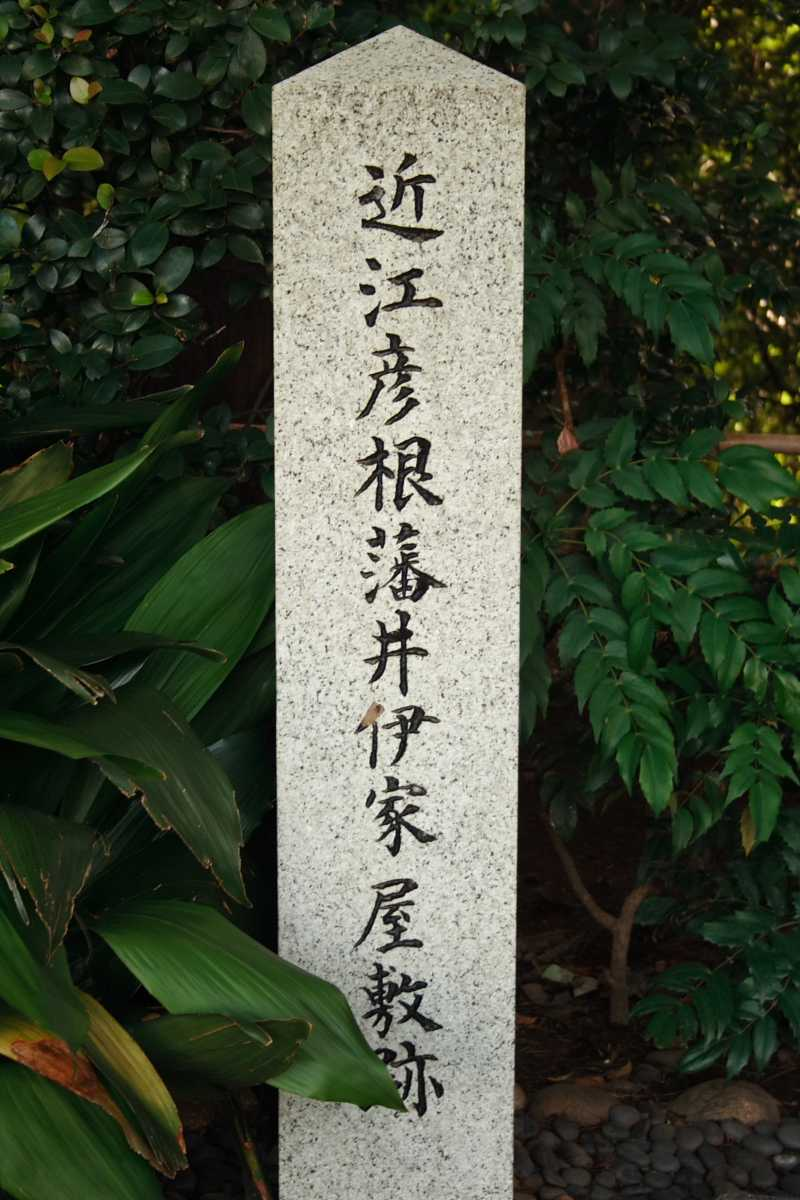
Panneau indicateur sur le site de l'ancienne résidence du clan Ii à Edo (maintenant Chiyoda).

Le domaine de Hikone (彦根藩, Hikone Han) est un domaine féodal japonais de l'époque d'Edo situé dans la province d'Ōmi (actuelle préfecture de Shiga). Créé en 1600 avec Ii Naomasa pour premier daimyo, les quinze daimyos qui lui succèdent sont tous issus du même clan Ii.
Grand domaine fudai, Hikone est initialement classé pour une valeur de 180 000 koku. Ce classement atteint un sommet de 300 000 (avec le statut de domaine de 350 000 koku) et quand le domaine est aboli en 1871, il est de 200 000 koku.
Le quartier général du domaine se trouve d'abord au château de Sawayama, château qui est occupé par Ishida Mitsunari avant la bataille de Sekigahara. La construction du nouveau château à Hikone commence en 1603.

## Liste des daimyos
- Clan Ii, 1600-1871 (fudai ; 180 000 → 150 000 → 200 000 → 250 000 → 300 000 → 200 000 koku)

1. Ii Naomasa[1]
2. Ii Naokatsu
3. Ii Naotaka
4. Naozumi (sert comme tairō)
5. Naooki (sert comme tairō)
6. Naomichi
7. Naotsune
8. Naoharu (change plus tard son nom pour Naomori ; sert comme tairō)
9. Naonobu
10. Naosada
11. Naoyoshi
12. Naosada (2e fois)
13. Naohide (sert comme tairō)
14. Naonaka
15. Naoaki
16. Ii Naosuke (sert comme tairō)[1]
17. Ii Naonori

## Personnalités militaires originaires du domaine
- Nakamura Satoru, général